# Vissza a jelenbe (televíziós sorozat)
A Vissza a jelenbe (eredeti cím: Now and Again) 1999 és 2000 között futott amerikai televíziós sorozat. A műsor alkotója Glenn Gordon Caron, a történet pedig egy férfiról szól, aki egy baleset után új, mechanikus testbe kerül át és kormányügynökké válik. A főbb szereplők közt megtalálható Eric Close, Dennis Haysbert, Margaret Colin, Heather Matarazzo és John Goodman.
A sorozatot az Amerikai Egyesült Államokban a CBS adta 1999. szeptember 24. és 2000. május 5. között. Magyarországon a TV2 mutatta be 2003. június 18-án.

## Cselekmény
Michael Wiseman egy biztosító társaság ügyvezetője, aki New York kertvárosi részében él feleségével, Lisaval és tinédzser lányával, Heatherrel. Egy napon mást léptetnek elő helyette, emiatt munka után inni megy legjobb barátjával, Rogerrel. Hazafele menet azonban lezuhan a vasútállomás platformjáról és elgázolja a vonat.
Később azonban mégis felkel és Dr. Theodore Morris, egy titkos kormányprogram vezetője üdvözli őt. Morris közli Michaellel, hogy papíron halott, azonban kimentették az agyát, hogy egy új, mesterségesen kreált, tökéletes testbe rakták át. Michael így tovább élhet, azonban kénytelen lesz Morrisnak dolgozni, mely közben veszélyes bűnözők megállításában is segítkezik.

## Szereplők
| Szereplő            | Színész            | Magyar hang |
| ------------------- | ------------------ | ----------- |
| Michael Wiseman     | Eric Close         |             |
| Michael Wiseman     | John Goodman       |             |
| Dr. Theodore Morris | Dennis Haysbert    |             |
| Lisa Wiseman        | Margaret Colin     |             |
| Heather Wiseman     | Heather Matarazzo  |             |
| The Eggman          | Kim Chan           |             |
| Gerald Misenbach    | Chip Zien          |             |
| Craig Spence        | Chad Lowe          |             |
| Egyes ügynök        | Mike Henry         |             |
| Ruth Bende          | Christine Baranski |             |

## Epizódok
| Sor. | Év. | Cím                                                                           | Rendező             | Író                            | Premier                                |
| ---- | --- | ----------------------------------------------------------------------------- | ------------------- | ------------------------------ | -------------------------------------- |
| 1.   | 1.  | A kezdetek (Origins)                                                          | Glenn Gordon Caron  | Glenn Gordon Caron             | 1999. szeptember 24. 2003. június 18.  |
| 2.   | 2.  | Sötétség a városon (On the Town)                                              | Christopher Misiano | Glenn Gordon Caron             | 1999. október 1. 2003. június 25.      |
| 3.   | 3.  | Könnyedén (Over Easy)                                                         | Alan Taylor         | Glenn Gordon Caron             | 1999. október 8. 2003. július 2.       |
| 4.   | 4.  | Mindene a pénz (One For the Money)                                            | Susan Seidelman     | Hans Tobeason                  | 1999. október 15. 2003. július 9.      |
| 5.   | 5.  | A biztosító mindig kétszer csenget (The Insurance Man Always Rings Twice)     | Vincent Misiano     | René Echevarria                | 1999. október 22. 2003. július 15.     |
| 6.   | 6.  | Nincs mitől félni, ha nincs mitől félni (Nothing To Fear But Nothing To Fear) | Tim Van Patten      | Michael Angeli                 | 1999. november 5. 2003. július 23.     |
| 7.   | 7.  | Egy lány élete (A Girl's Life)                                                | Bryan Spicer        | Marlane Emily Gomard           | 1999. november 12. 2003. július 30.    |
| 8.   | 8.  | Ünnepi pulyka (Pulp Turkey)                                                   | Harry Winer         | Ted Humphrey                   | 1999. november 19. 2003. augusztus 5.  |
| 9.   | 9.  | Telihold (By The Light Of The Moon)                                           | Vincent Misiano     | René Echevarria                | 1999. november 26. 2003. augusztus 12. |
| 10.  | 10. | Kezdtem megszokni az arcát (I've Grown Accustomed To His Face)                | David Jones         | Marlane Meyer, René Echevarria | 1999. december 17. 2003. augusztus 19. |
| 11.  | 11. | Tűz és jég (Fire And Ice)                                                     | Vincent Misiano     | Ted Humphrey                   | 2000. január 7. 2003. augusztus 26.    |
| 12.  | 12. | Pokoli disco (Disco Inferno)                                                  | Jace Alexander      | Marlane Meyer                  | 2000. január 14. 2003. szeptember 4.   |
| 13.  | 13. | Én vagyok a legnagyobb (I Am The Greatest)                                    | Vincent Misiano     | Michael Angeli                 | 2000. január 28. 2003. szeptember 11.  |
| 14.  | 14. | Délelőtti matiné (Film At Eleven)                                             | Ronald L. Schwary   | Debbie Sarjeant                | 2000. február 11. 2003. szeptember 18. |
| 15.  | 15. | Egy dal bújt meg a szívemben (Deep In My Heart Is A Song)                     | Vincent Misiano     | Thomas Edward Bray             | 2000. február 18. 2003. szeptember 25. |
| 16.  | 16. | Mindenki, aki valaki (Everybody Who's Anybody)                                | Stephen Cragg       | Dan E. Fesman, Harry Victor    | 2000. február 25. 2003. október 2.     |
| 17.  | 17. | Az álmodozó (Boy Wonder)                                                      | Vincent Misiano     | Ted Humphrey                   | 2000. március 10. 2003. október 9.     |
| 18.  | 18. | Sárkánymese (Lizzard's Tale)                                                  | Bob Balaban         | Deborah Sarjeant               | 2000. március 31. 2003. október 16.    |
| 19.  | 19. | Nincs elég szó (There Are No Words)                                           | Aaron Lipstadt      | Thomas Edward Bray             | 2000. április 14. 2003. október 23.    |
| 20.  | 20. | A bogárkirály, 1. rész (The Bugmeister: Part 1)                               | Sandy Smolan        | Michael Angeli                 | 2000. április 21. 2003. október 30.    |
| 21.  | 21. | A bogárkirály, 2. rész (The Bugmeister: Part 2)                               | Vincent Misiano     | Michael Angeli                 | 2000. április 28. 2003. november 6.    |
| 22.  | 22. | Ha eljő a tojás (The Eggman Cometh)                                           | Ronald L. Schwary   | René Echevarria                | 2000. május 5. 2003. november 13.      |